# Мацковецька сільська рада
Мацковецька сільська рада — колишній орган місцевого самоврядування у Лубенському районі Полтавської області з центром у c. Мацківці.

## Населені пункти
Сільраді були підпорядковані населені пункти:
- c. Мацківці
- c. Мацкова Лучка

## Населення
Згідно з переписом УРСР 1989 року чисельність наявного населення сільської ради становила 1107 осіб, з яких 485 чоловіків та 622 жінки.
За переписом населення України 2001 року в сільській раді мешкала 921 особа.

### Мова
Розподіл населення за рідною мовою за даними перепису 2001 року:
| Мова       | Відсоток |
| ---------- | -------- |
| українська | 98,16 %  |
| російська  | 1,84 %   |